# Rozoga
Die Rozoga (deutsche Bezeichnung Rosogga) ist ein rechter Zufluss des Narew in Polen. Sie entsteht aus dem Zusammenfluss der im Marxöwer See (1938 bis 1945 Markshöfer See, polnisch Jezioro Marksoby) entspringenden Jerutka mit der aus den Sümpfen von Olszyny (deutsch Olschienen, 1938 bis 1945 Ebendorf (Ostpr.)) kommenden Radostówka (jeweils in der Woiwodschaft Ermland-Masuren), verläuft in südsüdöstlicher Richtung nach Myszyniec und mündet nach einem Lauf von 82 km oberhalb von Ostrołęka in den Narew. Ihr Einzugsgebiet wird mit 493 km² angegeben.
Auch der Oberlauf des wenig östlich der Rozoga verlaufenden Narewzuflusses Szkwa wird in Masuren Rozoga genannt.